# David Weightman
David Weightman, född den 28 september 1971 i Brisbane i Australien, är en australisk roddare.
Han tog OS-silver i dubbelsculler i samband med de olympiska roddtävlingarna 1996 i Atlanta.